# Bohicon
Bohicon is een stad en gemeente (commune) in Benin, gelegen in het zuidelijke departement Zou. De stad ligt op 9 kilometer ten oosten van Abomey aan de spoorweg van Cotonou naar Parakou en aan de hoofdweg van Benin. Met bijna 216.000 inwoners (2020) is het de vijfde stad van het land.
Elke woensdag vindt er een traditionele markt plaats.

## Geschiedenis
De ontwikkeling van Bohicon begon met de opening van een treinstation in 1906. De stad groeide in de 20e eeuw als centrale markt voor de omliggende omgeving. Op bestuurlijk vlak was het aanvankelijk een arrondissement van de gemeente Abomey. In 1974 werd Bohicon een stedelijk district en in 2003 een volwaardige gemeente op basis van de wet van 15 januari 1999 die een administratieve hervorming inhield.

## Bevolking
In 2013 had de gemeente 171.781 inwoners. Ruim 90% van de bevolking bestaat uit Fon met kleine minderheden van Yoruba en Adja.
Opm: Bevolkingscijfers in duizendtallen
Bron: Bohicon Commune in Benin; 1979-2013: volkstellingen
Bron: Institut National de la Statistique Benin; 2013: volkstelling

## Bestuur
De gemeente is opgedeeld in tien arrondissementen:
- Agongointo
- Avogbanna
- Bohicon I
- Bohicon II
- Gnidjazoun
- Lissèzoun
- Ouassaho
- Passagon
- Saclo
- Sodohomè

De gemeente wordt bestuurd door een burgemeester (maire) en een gemeenteraad (conseil communal) die 25 leden telt.

### Burgemeesters
- Paulin Tomanaga (2003-2008)
- Luc Sètondji Atrokpo (2008-2020)
- Rufino d’Almeida (2020- )

## Economie

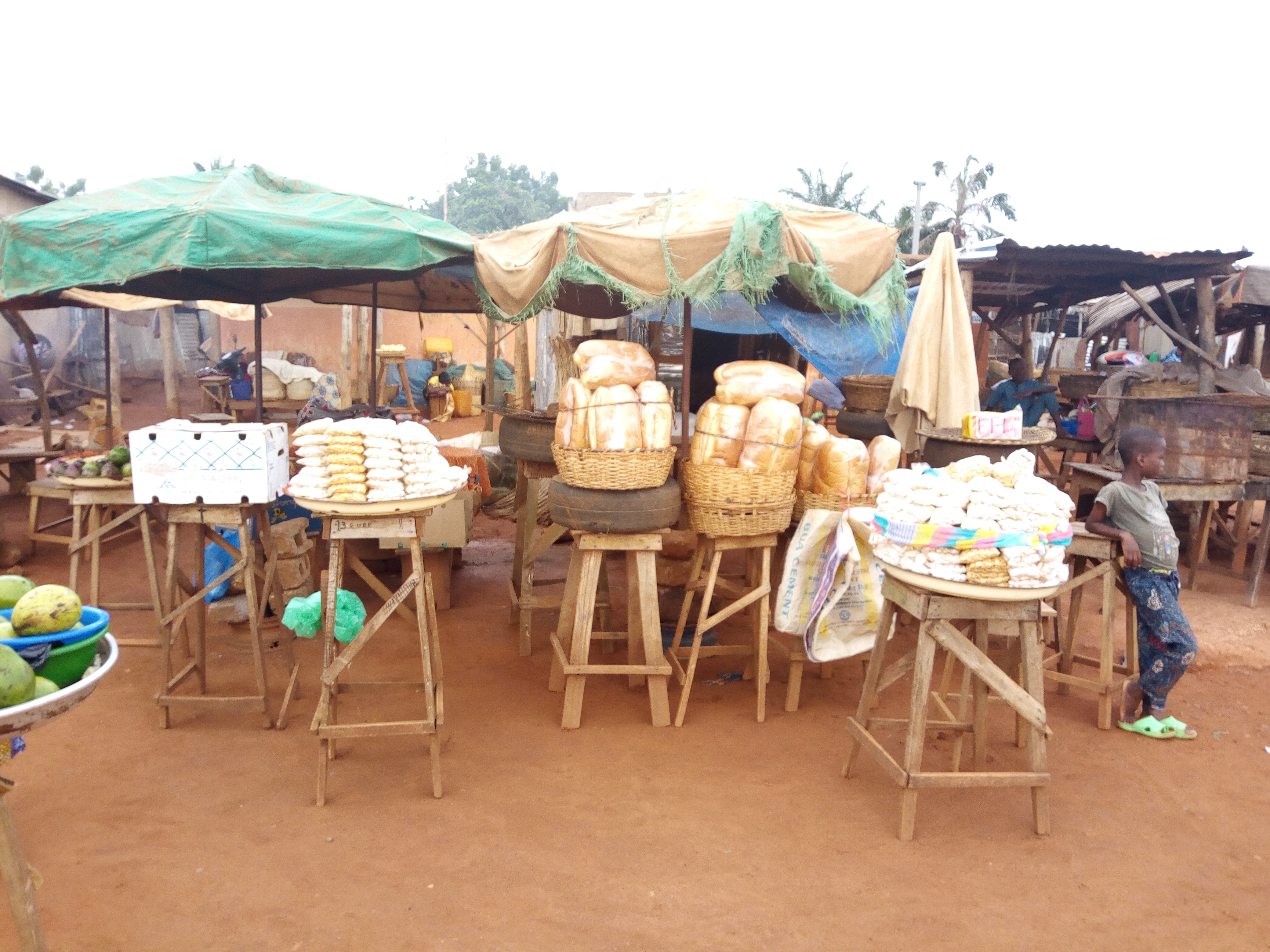
Markt

Bohicon vormt de belangrijkste marktplaats van Zou. Op de markt worden onder andere schapen, voedselwaren als de peulvrucht afitin (Parkia biglobosa) en handwerksproducten verhandeld.  Verder bevinden zich in de stad een elektriciteitscentrale, een maïsmolen en fabrieken voor de verwerking van katoen en olijfolie. 18% van de bevolking is actief in de landbouw in de stedelijke arrondissementen Bohicon I en Bohicon II, terwijl dat in de landelijke arrondissementen oploopt tot 66%. Producten die worden verbouwd zijn duivenerwt, pinda, yam, maïs, kafferkoren en cassave, en er zijn ook plantages voor houtsoorten en palmen.
Er zijn een treinstation en een groot wegstation als tussenstop tussen de haven van Cotonou en het noorden van Benin. De autowegen RNIE2 en RNIE4 kruisen in Bohicon. In de gemeente is er een luchthaven (Bohicon-Cana) met een geasfalteerde start- en landingsbaan.
Toeristische bezienswaardigheden zijn het Parc archéologique (Agongointo) en het Parc zoologique (Houawé).

## Partnersteden
- Chalon-sur-Saône (Frankrijk)
- Zoersel (België)

## Afbeeldingen

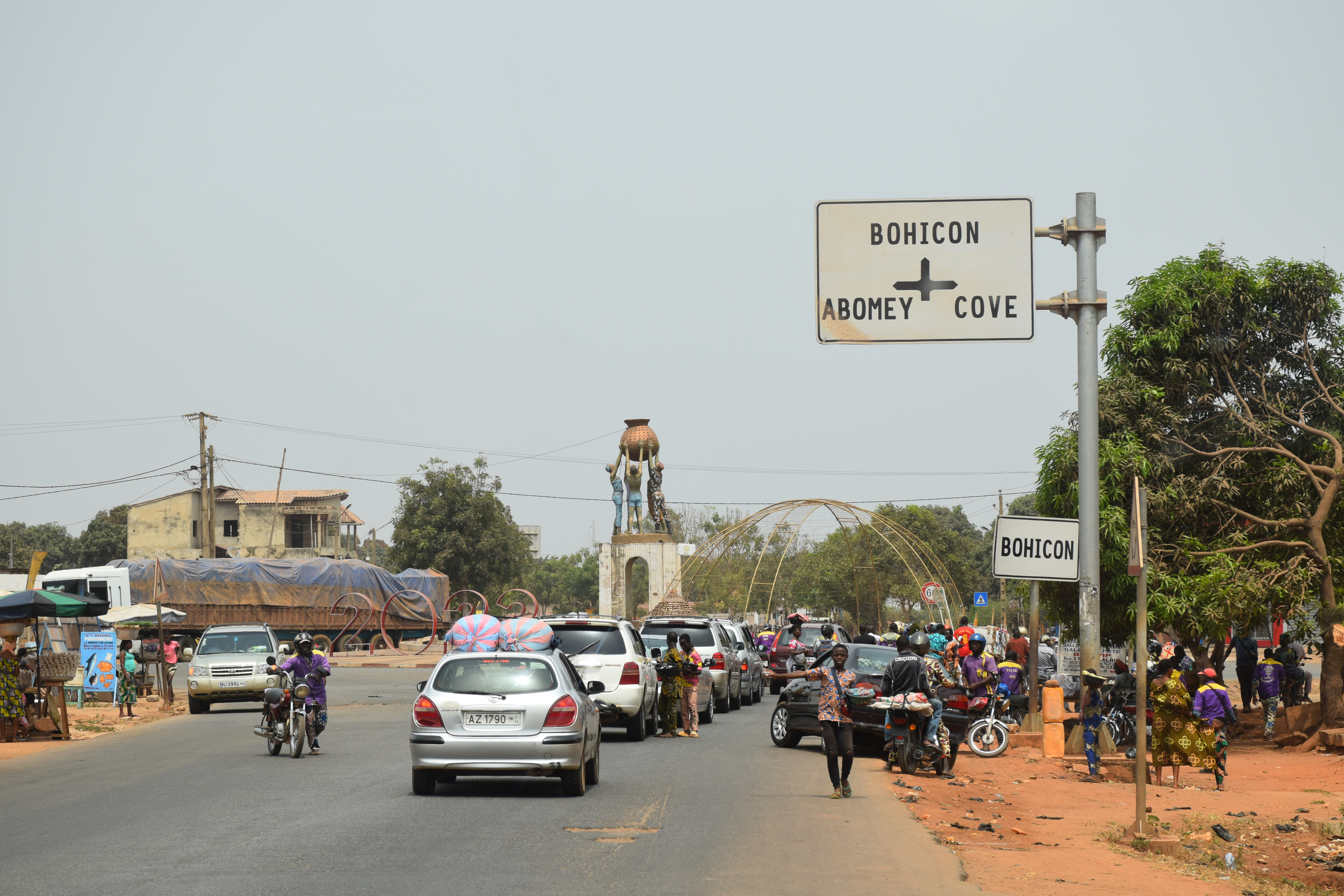
Hoofdweg
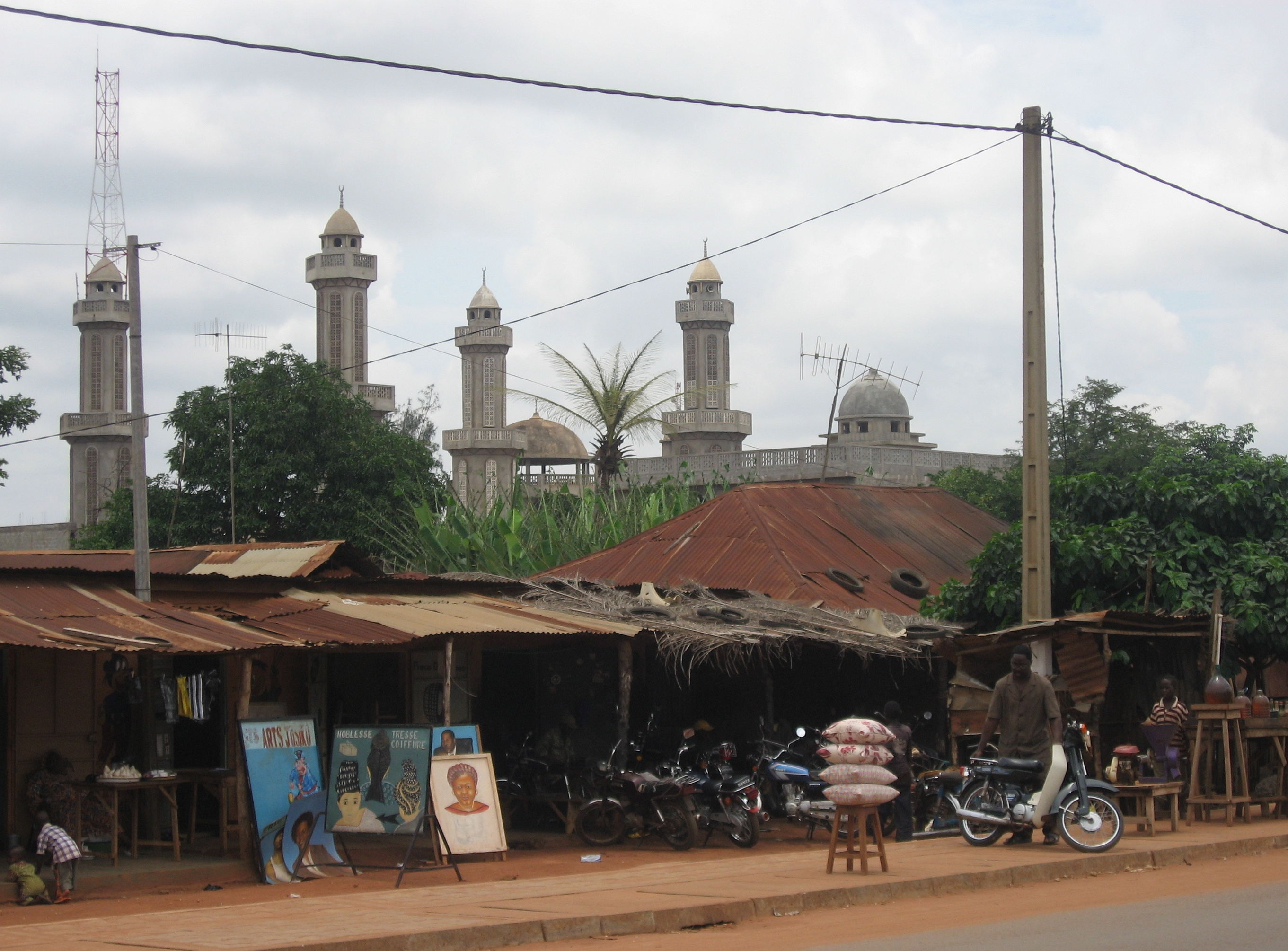
Straatbeeld met moskee op de achtergrond
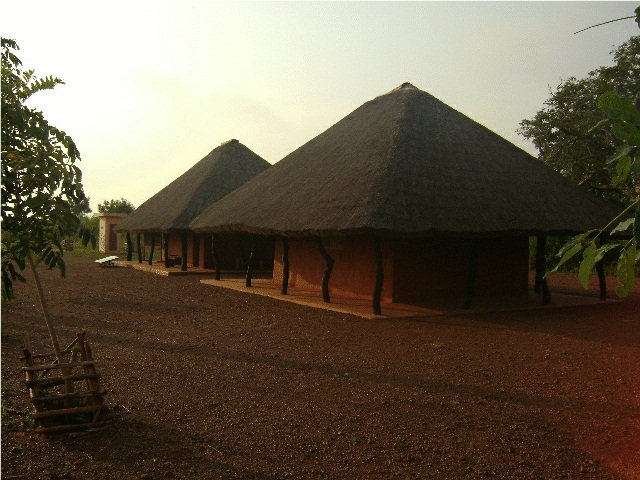
Parc archéologique
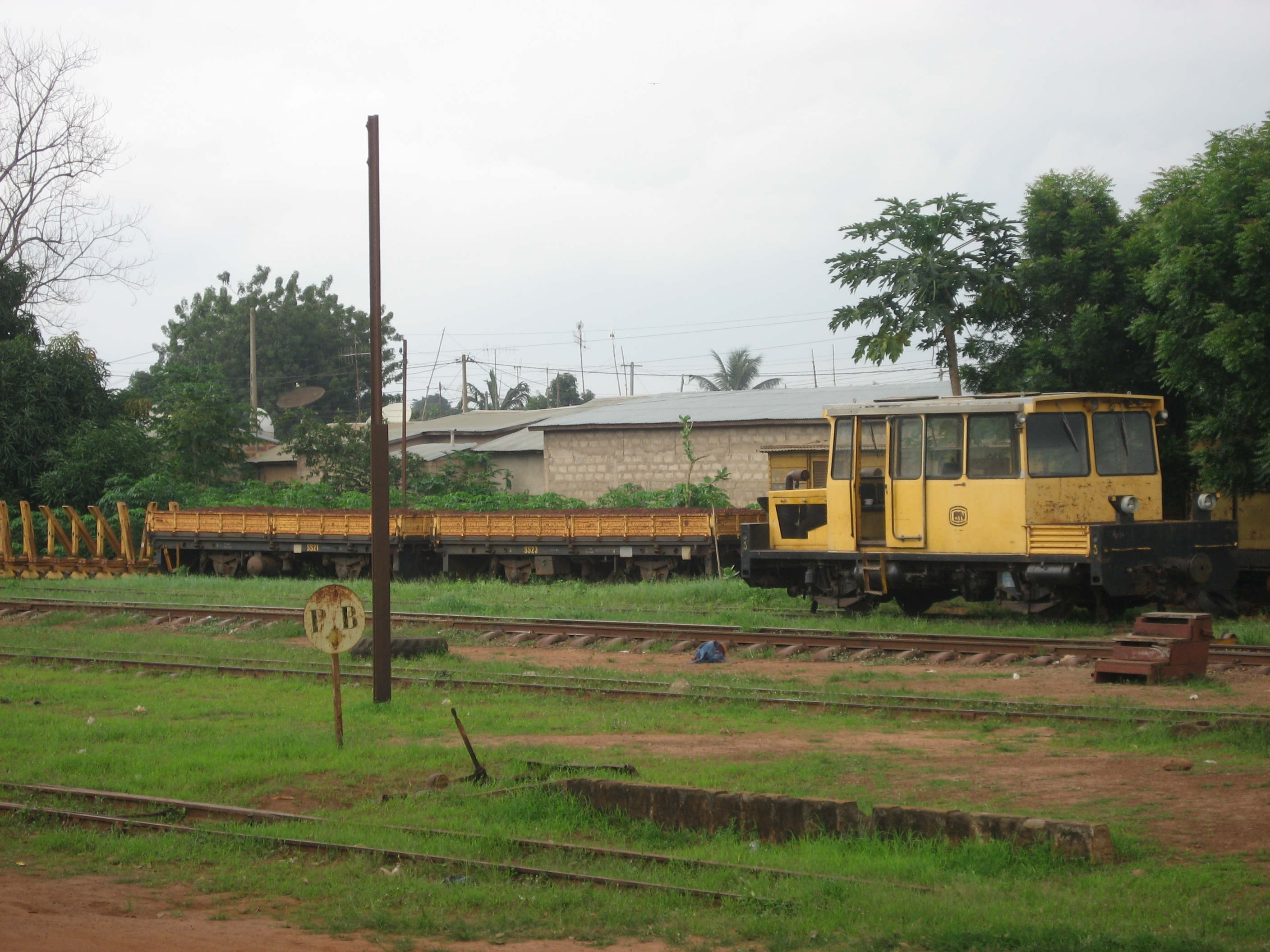
Spoorlijn
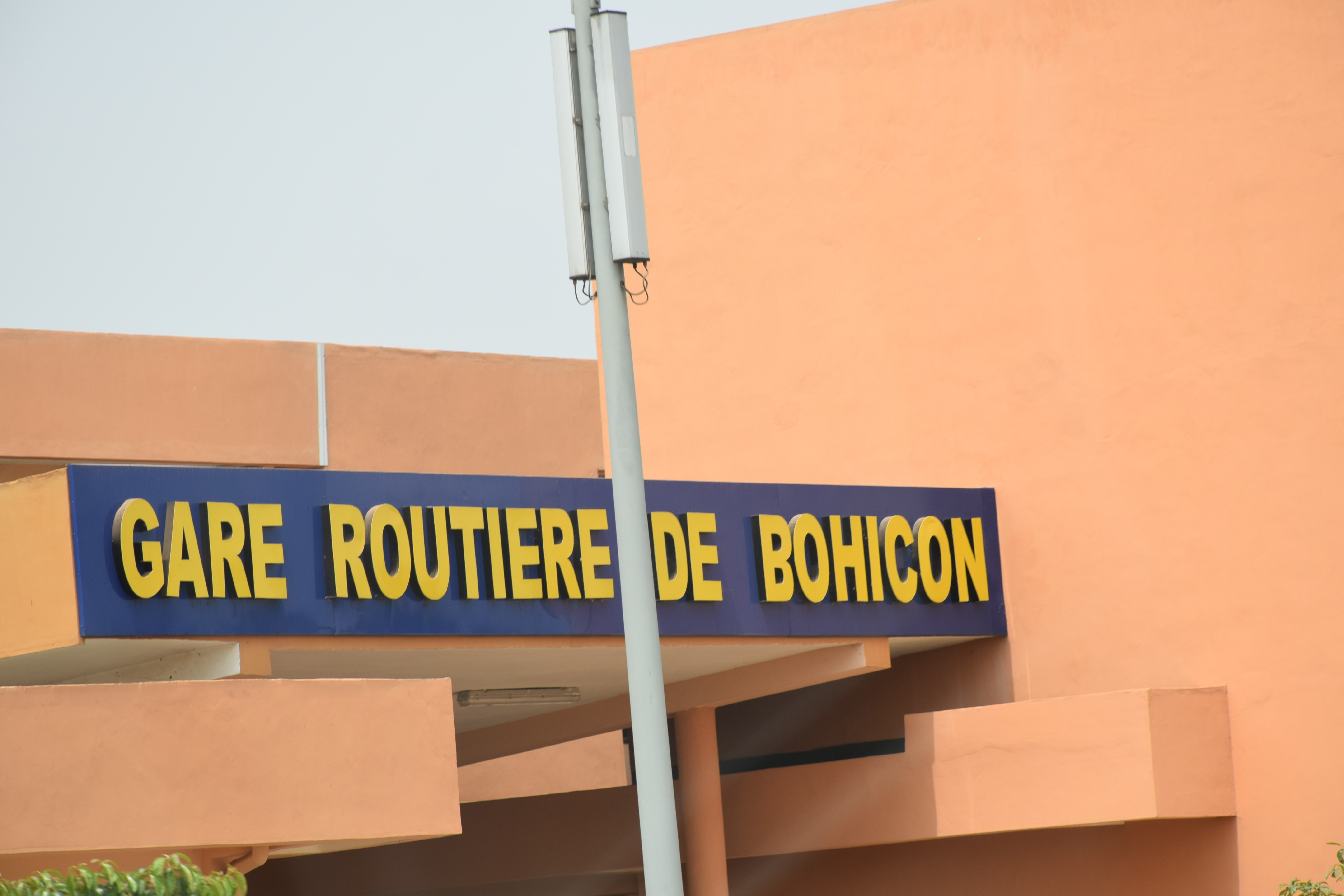
Busstation

- Virtual International Authority File: 136435593